# Fontenoy, Aisne

Fontenoy este o comună în departamentul Aisne din nordul Franței. În 1 ianuarie 2022 avea o populație de 470 de locuitori.